# معماری هنرهای زیبا

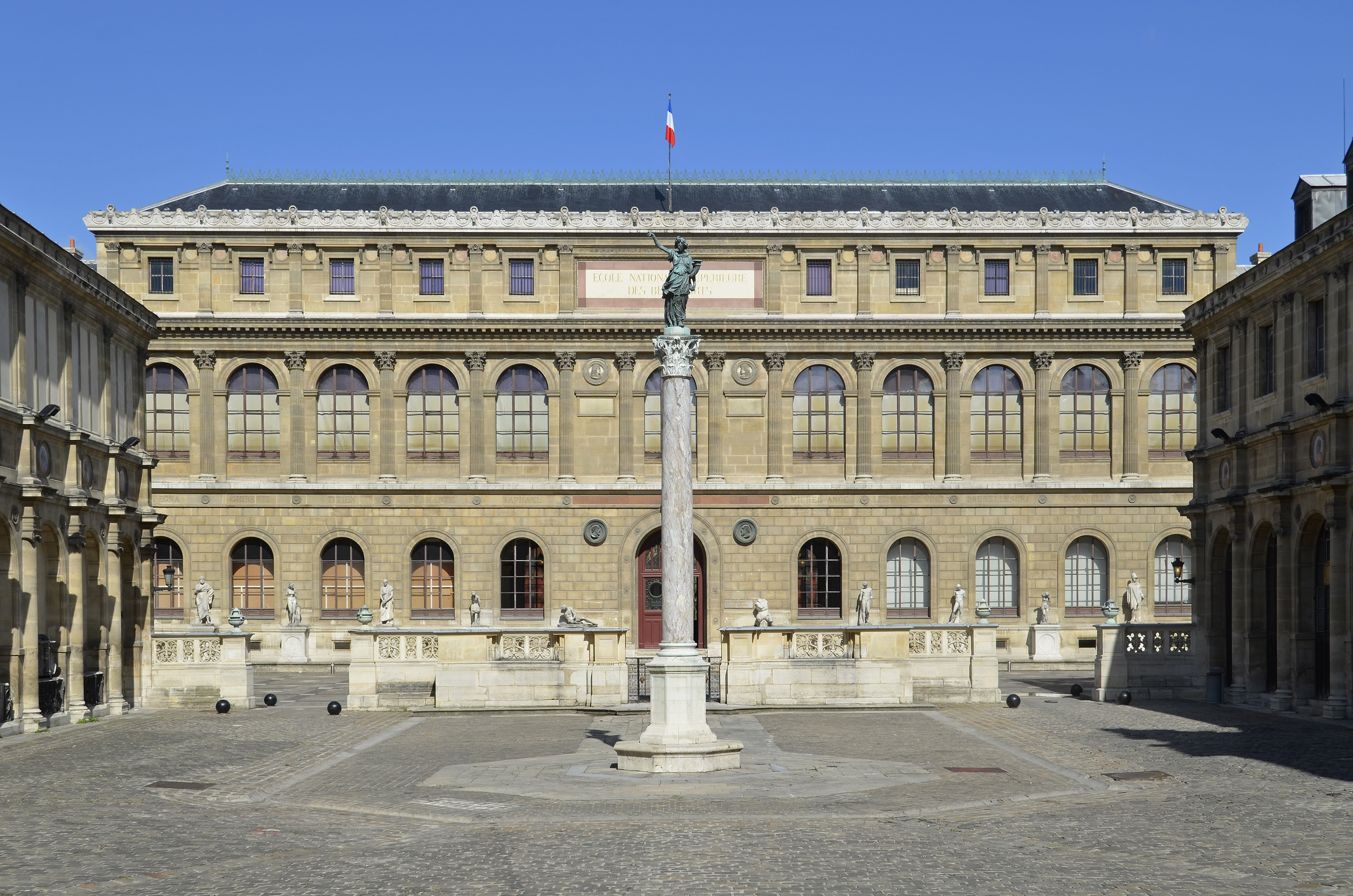
ساخت مدرسه هنرهای زیبا در پاریس توسط فرانسوا دبرت آغاز شد و سپس به دست فلیکس دوبان به پایان رسید. سبک هنرهای زیبا نام خود را از این موسسه گرفته است

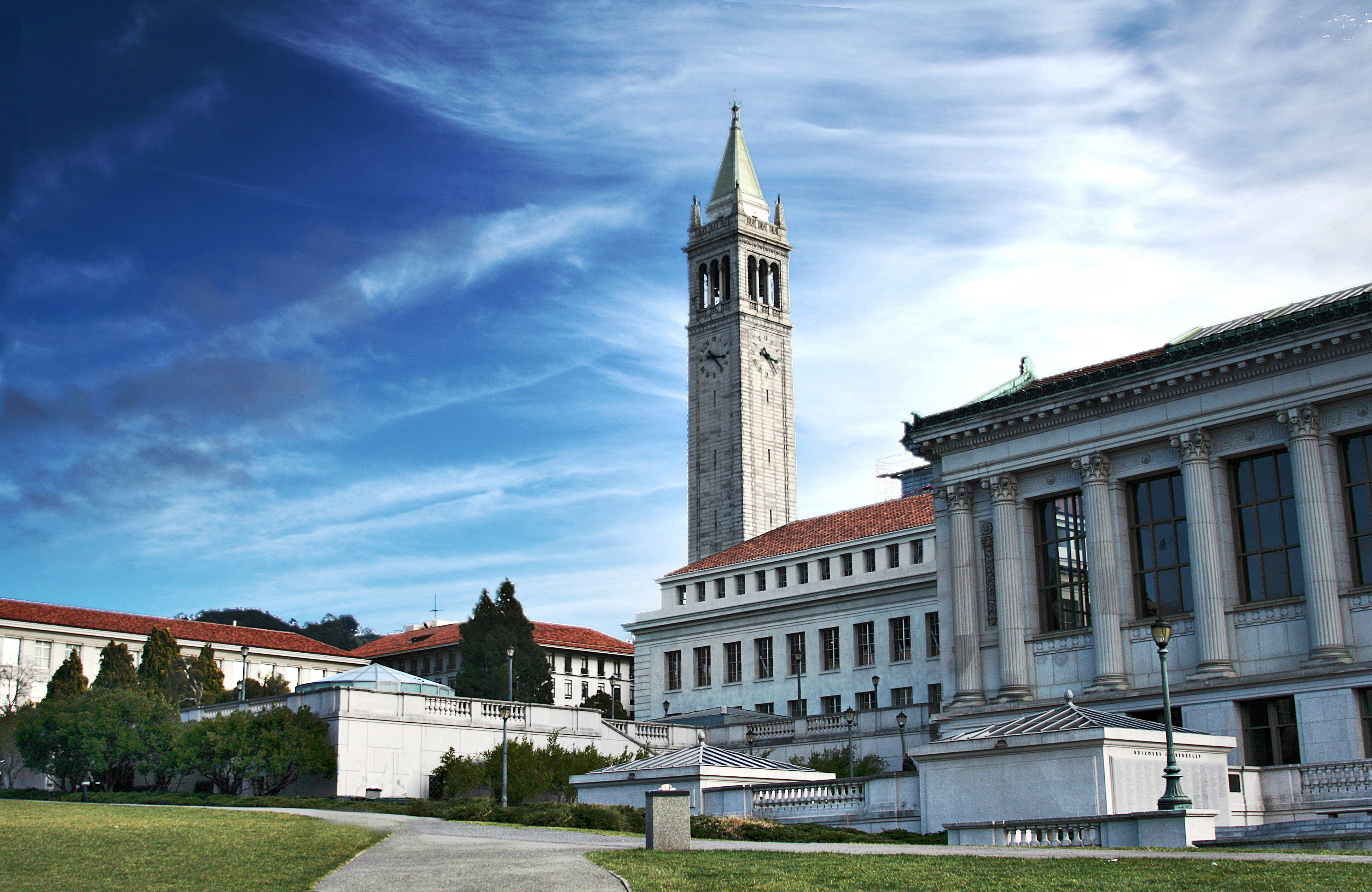
ساختمانهای ساخته شده به سبک هنرهای زیبا در دانشگاه کالیفرنیا ، برکلی، طراحی شده توسط جان گالن هوارد

معماری هنرهای زیبای ( ‎/ˌboʊˈzɑːr/‎ فرانسوی: [bozaʁ] ) یک سبک معماری آکادمیک بود که در مدرسه هنرهای زیبای پاریس، به ویژه از دهه 1830 تا پایان قرن نوزدهم، تدریس می‌شد. این سبک معماری از اصول نئوکلاسیسیسم فرانسوی بهره می‌برد، اما ضمناً عناصری از سبک های گوتیک و رنسانس را هم شامل می‌شد و از مصالح مدرن مانند آهن و شیشه استفاده کرد. این سبک تا پایان قرن نوزدهم در فرانسه سبک مهمی بود. به علاوه به دلیل حضور بسیاری از معماران برجسته آمریکایی که در مدرسه عالی هنرهای زیبا تحصیل می کردند، از جمله هنری هابسون ریچاردسون ، جان گالن هوارد، دانیل برنهام و لوئیس سالیوان، این سبک تأثیر زیادی در معماری در ایالات متحده به جای گذاشت.  : 76 